# Cantone di Mora
Il cantone di Mora è un cantone della Costa Rica facente parte della provincia di San José.

## Geografia antropica

### Suddivisioni amministrative
Il cantone  è suddiviso in 5 distretti:
- Colón
- Guayabo
- Piedras Negras
- Picagres
- Tabarcia